# Nirvana-Sutra

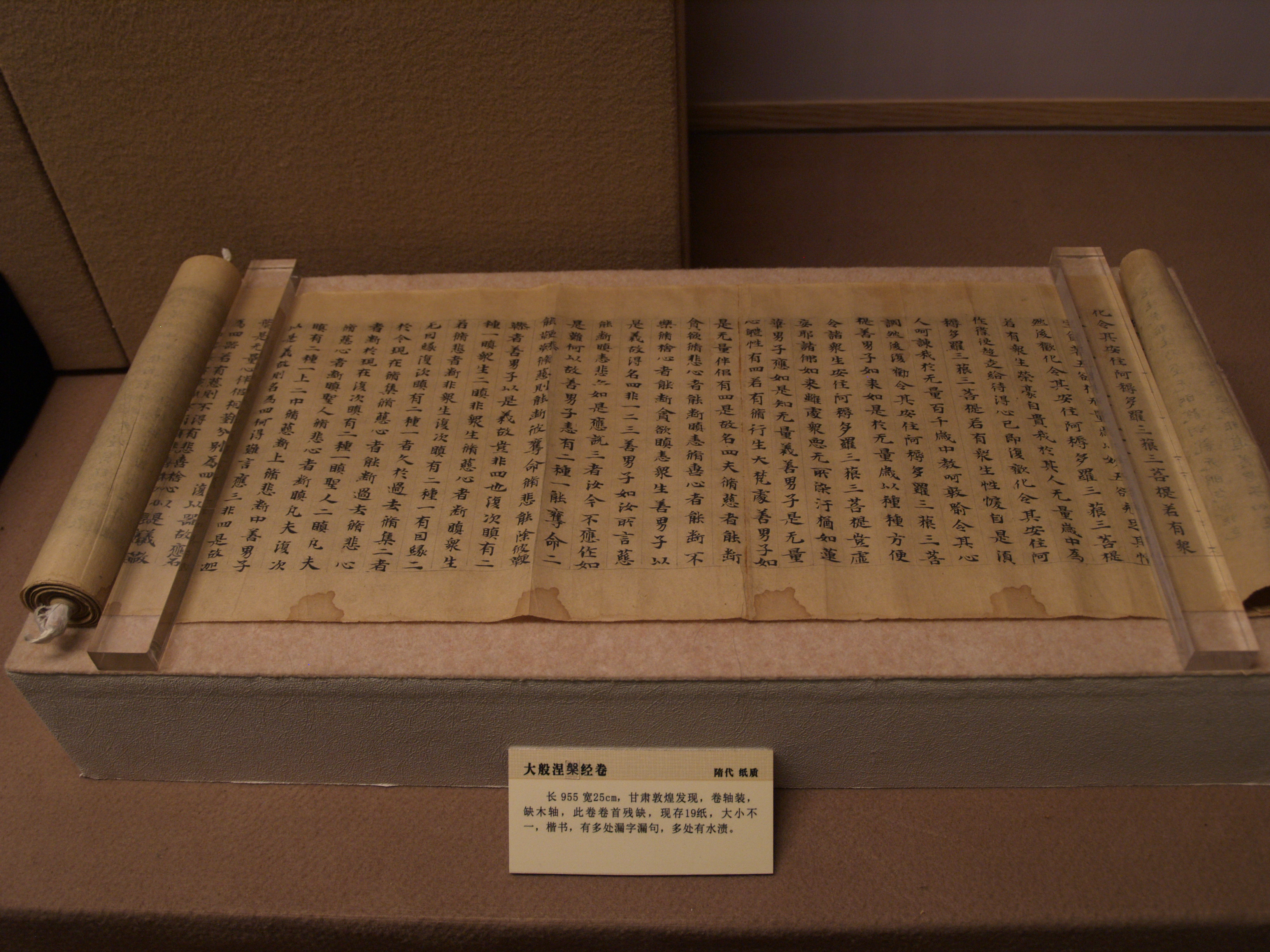
Mahaparinirvana Sutra, Sui-Dynastie

Das Nirvana-Sutra (auch: Mahāparinirvāṇa Sūtra; 大般涅槃経 bzw. trad. 大般涅槃經; chinesisch: Dà Bān Nièpán Jīng; japanisch: Dai Hatsunehan Gyō, meist abgekürzt 涅槃経, Nehangyō; tibetisch: myang 'das kyi mdo) zählt zu den Tathāgatagarbha Sūtras des Mahāyāna-Buddhismus. Es ist nicht zu verwechseln mit dem aus dem Pali-Kanon bekannten Mahāparinibbāna Suttam. Zur Unterscheidung wird ersteres mit seinem Sanskrit-Titel, letzteres in Pali bezeichnet.
Das Mahaparinirvana Sutra ist eine umfangreiche Schrift, von der es heißt, sie beinhalte „Buddhas Gesamtzusammenfassung“ seiner Lehre. Das Hauptgewicht liegt auf der Erklärung der ewigen Gegenwart Buddhas sowie der ewigen, reinen „Buddha-Natur“ (Buddha-dhatu, auch Tathagatagarbha, d. i. „Buddha-Embryon“ / „Buddha-Essenz“), die allen Lebewesen gemeinsam ist. Erkennen derselben führt zur Befreiung von allem Leiden und zum endgültigen Eingehen in den freudvollen Zustand des Nirvana. Das Erkennen der Buddha-Natur wird durch die Kleshas (Verlangen [Gier], Hass, Stolz, Verblendung) verhindert.

## Versionen
Die verschiedenen tradierten Versionen interpretieren die Buddha-Natur und die Möglichkeiten, diese zu erkennen, unterschiedlich. Besonders populär war das Sutra in China zwischen dem 5. und 7. Jahrhundert. Als "Nirvana Schule", Nieh-p'an-tsung (jp.: Nehanshū), wird eine Gruppe von Exegeten des Nirvana-Sutra bezeichnet, deren bekanntester Vertreter Daosheng (355–434) war. Zu Beginn der Tang-Dynastie ging diese Tradition in der Tien-tai auf, als das Mahaparinirvana Sutra neben dem Lotos-Sutra und dem Daiichidoron zu einem der grundlegenden Texte dieser Schule wurde. Später wirkte es auf die Entwicklung des Zen.
Folgende (voneinander abweichende) Mahāyāna-Versionen [Fragmente] des Sutra sind überliefert:
1. Von Buddhabhadra und Fa-hsien (Faxian) zwischen 416 und 418 (6 Faszikel; Taishō 376, 12, Nr. 853–899; NJ 120), ist ein Fragment von 2 bzw. 3.
2. „Nördliches Nirvana-Sutra“ (etwa ein Drittel von 3): Übs. von Dharmakṣema (385-433) [chinesisch: Tánwúchèn 曇無讖 / Tánmóchèn 曇摩讖], der „nördliche Text“ (40 Faszikel, 13 Kapitel), zwischen 416 und 423 im nördlichen Königreich Nördliche Liang unter Juqu Mengxun (沮渠蒙遜), (Taishō 374, 12 Nr. 365c-603c; NJ 113) entstanden. Die grundlegende Erläuterung dieses Textes, die auch ältere Kommentare mit einschließt, stammt von Huiyuan 慧遠, c.523–592 (der Sui-Dynastie 581–618).
3. „Südliches Nirwana-Sutra“ (stark erweiterte Bearbeitung von 2): Zusammengestellt von den Mönchen Huiguan (慧觀) und Huiyan (慧嚴, 363-443) mit dem Literaten Xie Lingyun (385-433) in Nanking unter Kaiser Wen (Frühere Song-Dynastie), (36 Faszikel, 25 Kap.) um 453 (Taishō 375, 12, Nr. 605–852; NJ 114). Diese Version war in Japan niemals wirklich populär.
Vasubandhus Kommentar dazu wurde übertragen von Dharmabodhi unter der Westliche Wei-Dynastie 534-50 [NJ 1206]. Kaiser Wu (von Liang-Dynastie) ordnete im Jahr 509 an, dass der Mönch Baoliang (寶亮), die existenten Kommentare zusammenzutragen hatte. Der daraus kompilierte Text, zu dem der Kaiser selbst ein Vorwort schrieb, ist chinesisch als Niepan jing zongjie und japanisch als Nehangyō shūge (涅槃経宗解) bekannt. Weiterhin existieren Kommentare von Kwan-ting, dem 5. Patriarchen des Tien-tai (NJ 1544, 1545), die von dessen Nachfolger Chan-jan (9. Patriarch, 711-82) revidiert wurden. Weiterhin kommentierte Chi-yuen den ersteren Kommentar (NJ 1544) im Jahre 1044 (NJ 1546).
4. Übs (tibetisch) von: Jinamitra, Jñanagarbha und Devacandra im 8. Jahrhundert.

Von zwei chinesischen Übersetzungen, die kurz vor 1 geschaffen wurden, sind die Texte nicht erhalten. 1 und 4 entsprechen etwa dem ersten Viertel von 2; es wird davon ausgegangen, dass dieser Text indischen Ursprungs ist. In NJ finden sich die Hinayana-Versionen Nr. 552 übs. 290–306 von Poh Fah-tsu. Das inhaltlich ähnliche Caturdāraka-samādhi-sūtra wurde übs. 266–316 von Dharmarakśa d. Ä. und erneut von Jñānagupta 585-92.
[Taishō bezeichnet den gleichnamigen sino-japanischen Kanon-Katalog, NJ das ältere Verzeichnis Nanjio's.]

## Japanische Tradition
In Japan wird das Sutra, beginnend mit einer Erwähnung des nördlichen Textes (2) 722, [(3) erst ab 804] in den Annalen nachweisbar. Allerdings soll der Hossō-Mönch Gomyō bereits eine 788 im Kasuga-dera (Teil des Kōfuku-ji in Nara) einen Vortrag dazu gehalten haben. Seit dem 8. Jh. wird, wie auch in China, am Tage des endgültigen Verlöschens des Erleuchteten (15. Tag des 2. Monats; ein Tag der Abstinenz), bei der Begehung des Nehan-e, das Sutra rezitiert.